# Harold E. Rosenberger
Harold Edward Rosenberger war ein US-amerikanischer Filmtechniker und Erfinder, der 1960 mit einem Oscar für Wissenschaft und Entwicklung ausgezeichnet wurde. Bei dem Preis handelt es sich um eine sogenannte Class-II-Auszeichnung, da die Preisträger statt einer Oscar-Statuette (Class I) eine Oscar-Plakette erhalten.

## Berufliches
A. Francis Turner und seine Gruppe, zu der neben Harold E. Rosenberger auch Howard S. Coleman, James R. Benford und Harold H. Schroeder gehörten, konzentrierten sich auf ein bei Filmmaterial auftretendes Problem, nämlich die Reduzierung der bei der Projektion von Kinofilmen erzeugten Wärme, und entwickelten ein erfolgreiches kommerzielles Projekt namens Baldcold-Spiegel, das Infrarotstrahlen durchließ und gleichzeitig den sichtbaren Bereich des Spektrums reflektierte. Filmmaterial war leicht entflammbar, sodass es häufig zu Bränden in den Vorführkabinen von Kinos kam. Dieser dünnfilmbeschichtete Spiegel reduzierte sofort die Wärmemenge und minimierte somit die Brandgefahr. Für diese Erfindung wurden Schroeder, Turner, Coleman, Benford und Rosenberger, die zu dieser Zeit alle bei der Bausch & Lomb Optical Co. beschäftigt waren, mit einem Oscar für Wissenschaft und Entwicklung ausgezeichnet. In der Begründung wurde angegeben: „For the design and development of the Balcold projection mirror“ (für das Design und die Entwicklung des Balcold-Projektionsspiegels).
Rosenberger meldete in seiner Zeit bei Bausch & Lomb mehr als 27 Patente an.

## Auszeichnung (Auswahl)
- Oscar/Wissenschaft und Entwicklung 1960 an Harold E. Rosenberger, Coleman, Benford, Turner und Schroeder